# Konrad von Schmidt-Phiseldeck
Konrad Georg Friedrich Elias von Schmidt-Phiseldeck (* 3. Juli 1770 in Braunschweig; † 15. November 1832 in Kopenhagen) war ein deutsch-dänischer Publizist, Politiker, Theologe und Philosoph.

## Familie und Beruf
Konrad Friedrich von Schmidt-Phiseldeck wurde als Sohn des 1789 in den erblichen Adelsstand erhobenen Professors Christoph Schmidt-Phiseldeck geboren. Dieser war Hofrat und Archivar. Konrad von Schmidt-Phiseldeck besuchte das Gymnasium in Wolfenbüttel und studierte ab 1787 an der Universität in Helmstedt Theologie und Philosophie.
Im Jahr 1789 zog er nach Kopenhagen, wurde Hauslehrer und promovierte in Theologie und Philosophie. Verheiratet war Konrad Friedrich ab 1802 mit Wilhelmine Krohn (1777–1844), einer Tochter des Lübecker Bürgermeisters Hermann Diedrich Krohn. Er erwarb die dänische Staatsbürgerschaft und wurde 1812 dänischer Staatsrat und 1813 Direktor der neuen dänischen Reichsbank.
Schmidt-Phiseldeck veröffentlichte in den Jahren 1801 bis 1830 mehrere Bücher, die teilweise auch in andere Sprachen übersetzt wurden.

## Publizist und Politiker
Schmidt-Phiseldeck war ein scharfsinniger historischer Analyst, denn er erkannte sehr früh die künftigen wirtschaftlichen und politischen Veränderungen der Weltordnung und stellte deswegen ein bemerkenswertes Konzept für eine europäische Einigung vor. Schmidt-Phiseldeck war der erste Europäer, der sozial-ökonomisch differenzierte, wobei er das politische sowie geographische Europa ausführlich beschrieb, und war der erste, der auf die erstarkende künftige Weltmacht USA hinwies. Er schrieb unter anderem wörtlich: „Der vierte Julius des Jahres 1776 bezeichnet den Eintritt einer neuen Periode der Weltgeschichte […] Von diesem Augenblick kommt der Impuls zu einem neuen Umschwunge der Begebenheiten nicht mehr allein her vom alten Continent.“
Schmidt-Phiseldeck sah, auch wegen der dauerhaften Besetzung durch die Franzosen, die Notwendigkeit einer europäischen Einigung auf der Grundlage eines europäischen Kulturbegriffs. In der politisch-intellektuellen Welt der damaligen Zeit war es deshalb geradezu naiv, sich einen europäischen Einigungsgedanken vorzustellen. Für die Staaten in Europa befürchtete er, dass es einen zusätzlichen wirtschaftlichen und kulturellen Nachteil gegenüber der zukünftigen erstarkenden Weltmacht USA geben könnte, und deshalb sollte durch einen europäischen Staatenbund die Wirtschaft und Kultur geschützt werden. Er forderte einen europäischen Staatenbund aus souveränen föderalen Staaten, dem alle europäischen Staaten angehören sollten. Als grundlegende Elemente sah er eine Bundesversammlung, ein gemeinsames Gericht und ein gemeinsames Heer mit einer allgemeinen Wehrpflicht.

## Schriften
- Versuch einer Darstellung des dänischen Neutralitätssystems. 1801.
- Ueber das jetzige Verhältniß der jüdischen Nation zu dem christlichen Bürgervereine. 1817.
- Europa und Amerika oder die künftigen Verhältnisse der civilisirten Welt. 1820.
- Der europäische Bund. 1821.
- Die Politik nach den Grundsätzen der heiligen Allianz. 1822.
- Proben politischer Redekunst. 1823.
- Das Menschengeschlecht auf seinem gegenwärtigen Standpunkte. 1827.
- Die Welt als Automat und das Reich Gottes. 1829.
- Ueber die neuerlichen Aufregungen in den Herzogthümern Schleswig und Holstein. 1830.

### Dichtungen
- Hymne auf Gott, in Musik gesetzt von F.L.Æ. Kunzen. Zürich: Hans Georg Nägeli [nach 1804] doi:10.3931/e-rara-25578